# 岡山基地
岡山基地（ガンシャンきち、英語: GANGSHAN BASE）とは、台湾の高雄市にある中華民国国軍の軍用飛行場。主に空軍軍官学校が使用している。戦前は海軍高雄飛行場として名を馳せた。

## 配備部隊
- 基礎教練大隊 - T-34C
- 戦闘教練大隊 - AT-3
- 空運教練大隊 - B-1900C
  - 第35海上攻撃中隊